# Petter Moen

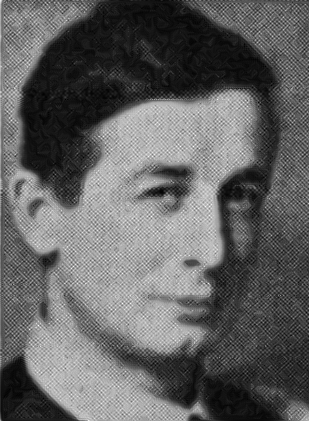
Petter Moen

Petter Moen (1901 - 1944) fue un miembro de la resistencia noruega durante la Segunda Guerra Mundial. Tras la ocupación nazi pasa de ser un simple empleado de una compañía de seguros a dirigir el London Nytt, uno de los periódicos clandestinos más importantes y de mayor tirada de la resistencia noruega durante la Segunda Guerra Mundial. Un periódico que transcribe las noticias emitidas en noruego por la BBC de Londres. En enero de 1944 lo eligen coordinador de todas las publicaciones clandestinas del país.
El 3 de febrero de 1944, durante el llamado «crack de la prensa» de Oslo, Moen es detenido y encarcelado por la Gestapo. Una semana después, comienza a escribir un diario perforando sus palabras en pliegos de papel higiénico con un clavo. Agrupa los pliegos de cinco en cinco y los va arrojando por la trampilla de ventilación de la celda. Nunca pudo revisar lo que escribió.
Tras siete meses de cautiverio en el cuartel que la Gestapo había establecido en la Comisaría General de Oslo, Moen es embarcado, junto a otros cuatrocientos detenidos, en el Westfalen rumbo a Alemania. El barco naufraga y sólo cinco personas sobreviven. Petter Moen no estaba entre ellas pero sí uno de sus confidentes, quien, seis meses después del final de la ocupación, dio aviso de la existencia de dicho diario. 
El diario se publicó en Noruega en 1949. 
El original se encuentra en los archivos del Museo de la Resistencia Noruega en Oslo (Norges Hjemmefrontmuseum). 

## Enlaces
Vídeo
- Datos: Q3441590
- Multimedia: Petter Moen / Q3441590